# Wilhelm Ingves
Wilhelm Ingves (Lemland, Åland, 10 januari 1990) is een Fins voetballer. Hij staat onder contract bij IFK Mariehamn. In augustus 2008 bood Ascoli Calcio 1898 hem een contract aan, maar dit sloeg hij af omdat hij Mariehamn zeker wilde stellen van nog een seizoen in de Veikkausliiga.